# Дулут
Дулут (енгл. Duluth) град је у америчкој савезној држави Минесота.

## Демографија
По попису из 2010. године број становника је 86.265, што је 653 (-0,8%) становника мање него 2000. године.
| Група             | 2000.          | 2010.          |
| Белци             | 80.043 (92,1%) | 77.184 (89,5%) |
| Афроамериканци    | 1.415 (1,6%)   | 1.988 (2,3%)   |
| Азијати           | 993 (1,1%)     | 1.293 (1,5%)   |
| Хиспаноамериканци | 921 (1,1%)     | 1.305 (1,5%)   |
| Укупно            | 86.918         | 86.265         |

## Партнерски градови
- Векше
- Петрозаводск
- Тандер Беј
- Isumi
- Ranya